# Canosa di Puglia
Canosa di Puglia es una comune y localidad italiana de la provincia de Barletta-Andria-Trani, en la región de Puglia. En 2007 tenía 31 240 habitantes.
Se encuentra en el borde noroeste de la meseta Murge que domina el valle y las extensas llanuras del Ofanto Tavoliere, que van desde el monte de los Buitres en el Gargano, en la costa del Adriático.
Canosa es considerado uno de los principales sitios arqueológicos de Puglia y es una de las ciudades más importantes de la continuidad a largo de la liquidación. Canosa jarrones y artefactos se encuentran en importantes museos y colecciones privadas del mundo, pero, por supuesto, la evidencia de su pasado se encuentran dispersos en la ciudad ahora y en los alrededores.

## Historia

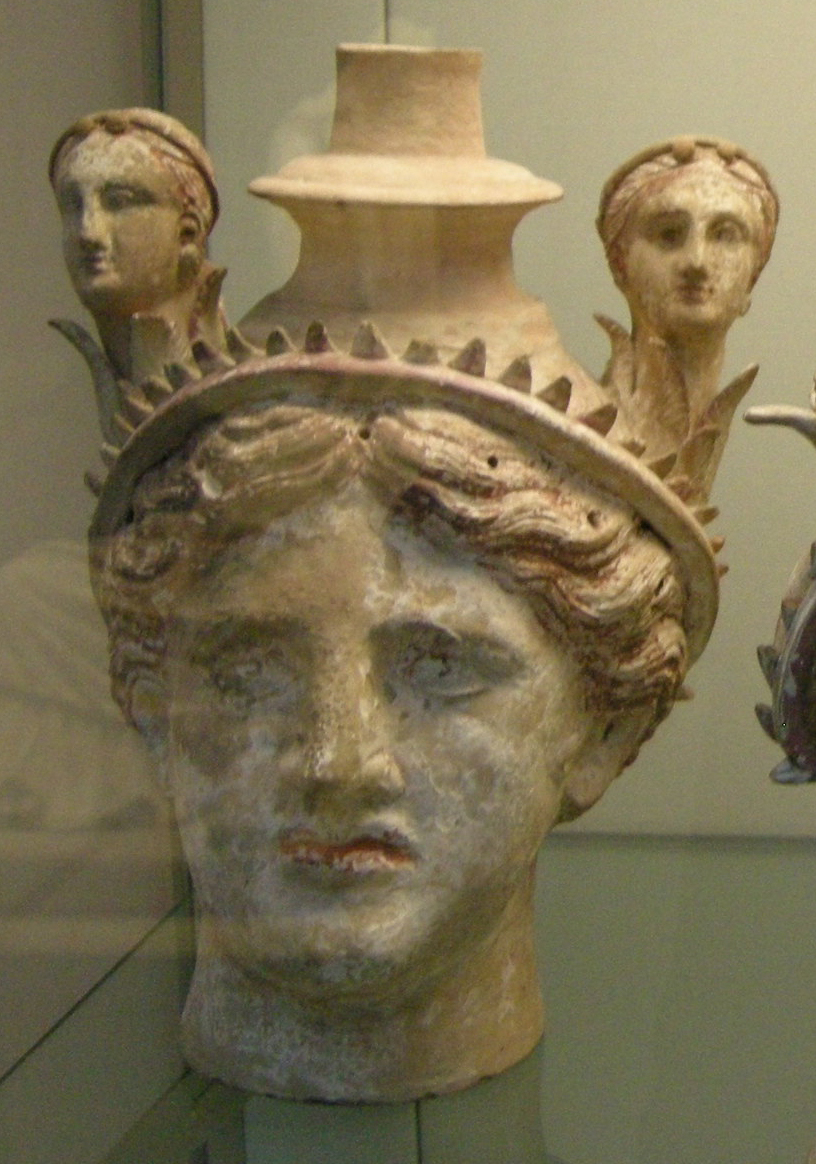
Cabeza femenina de terracota que data de la Magna Grecia

Fundada según la leyenda, el héroe Diomedes, elogió en la Ilíada, Canosa se los centros más importantes de las comunidades indígenas Daunia primero y luego Apulia.
Los asentamientos indígenas primero (realizado por daunios, el pueblo del norte de la rama yapigia), creado en esa franja de tierra llamada por los arqueólogos Campos Diomedea, remontan a una época mucho antes de lo diomedea, es decir, el Neolítico(6000 a 3000 a. C.), a desarrollarse en la Edad de los Metales. Debe ser la solución arcaica de Toppicelli en Ofantina plana, con los edificios y tumbas de los ricos trajes aristocráticos pertenecientes a la clase de los que se definen a continuación, "principios dauni".
A través de los siglos, Canosa se convirtió en un importante centro comercial y artesanal (especialmente cerámica y alfarería). Con el desarrollo de la Magna Grecia, el centro se ve influenciada por la cultura helenística (morfológica y urbanas Canosa es un territorio ideal para la formación de una polis griega). En 318 a. C. Canosa ciudad se convierte en un aliado de Roma, recibiendo los romanos después de la derrota de Aníbal en 216 a. C. en Cannas, un pequeño pueblo cerca de Ofanto. 88 a. C. se somete a cambios de municipio y se convierte en una típica romana: el paso de la calle Trajano (109 d. C.)  la construcción del acueducto de Herodes Ático (141), el anfiteatro, las tumbas, y los arcos. Un poco más tarde, el emperador Antonino Pío, el centro se eleva al rango de colonia con el nombre de Aurelia, Augusta, Pia, Canusium.

## Edad Media

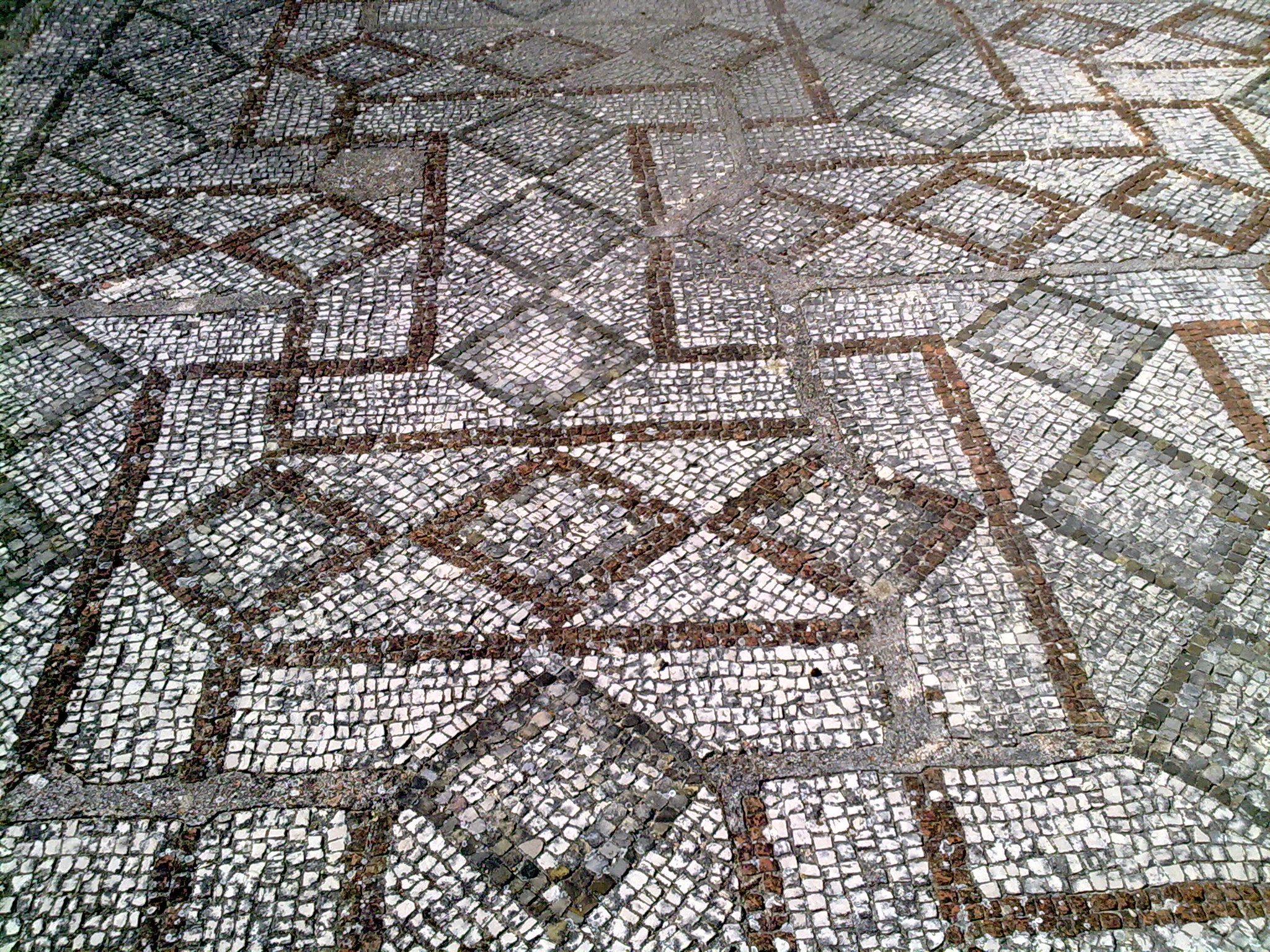
Mosaico de la basílica de San Leucio

Hacia el final del siglo III se convirtió en la capital de la región de Apulia et Calabria, convirtiéndose en el cuarto asiento de una de las diócesis más importantes de Puglia, que alcanzó su mayor importancia en el obispo Santa Sabina (514-566) y la presencia de un Distrito Episcopal ha dejado a los méritos artísticos de los lugares de culto y de la arquitectura civil demostrar la centralidad de la ciudad (de los cuales Barlow era un puerto) y la región de Apulia (de ahí el apodo de "ciudad de los obispos").
Convertirse en la sede de la rectoría de las invasiones lombardas entre los siglos  VII y VIII, diferentes experiencias en la devastación del siglo siguiente, a las manos de los sarracenos (all'871 conducido alrededor).
Sólo dos siglos más tarde Canosa encontró algo de alivio (siglos  XI-XII), con los normandos, gracias al especial interés mostrado por el príncipe Bohemundo de Tarento (desde 1111 se encuentra en el mausoleo que contiene) y, a continuación, en el marco del suevos  Federico II Hohenstaufen.
En el castillo de Canosa permaneció cautivo el infante Enrique de Castilla "El Senador", hijo de Fernando III el Santo, rey de Castilla y León, desde el año 1268 hasta el año 1280, en que fue trasladado a la fortaleza de Castel del Monte.

## Edades Moderna y Contemporánea
Época imperial comienza su declive continuó hasta el siglo XVIII, acentuada por los muchos terremotos (1361, 1456, 1627, 1659), por numerosos sacos (en particular, de Tarento en 1451 y los soldados franceses de  Napoleón Bonaparte en 1803) y la pérdida del obispado: Canosa se convirtió en un feudo, pero gestionados por familias, algunas de las cuales, como resultado, que hizo historia. Entre ellos se encuentran los Orsini de Dodge, los Grimaldi de Mónaco, la de los barones gemmis Castelfoce, el Affaitati Barletta, el Minutolo Capece de Nápoles.
Después de las guerras de la independencia y el desastroso terremoto de 1851, Canosa era un país predominantemente de clase media: para demostrar que era la construcción de mansiones en Toba volcánica locales (en todo el seno, la Minerva Fracchiolla, rojo, Iliceto, el De Muro Fiocco y Visconti) que rodea el centro de la ciudad, para preservar los signos de envejecimiento de la Acrópolis y la Catedral.
Pasó la Primera Guerra Mundial prácticamente ileso, Canosa estaba bajo la influencia del primer terremoto en Irpinia en 1930 (79 años después de la que obligó a la reconstrucción de la Catedral de San Sabino y numerosos edificios) y se vio obligado a reparar los daños.
El 6 de noviembre de 1943, poco después del armisticio (8 de septiembre de ese año), el país estaba siendo bombardeado. Algunos edificios fueron dañados (incluyendo la vecina iglesia de San Francesco y San Biagio y el Ayuntamiento), los demás se quemó, y 57 personas perdieron la vida. En abril de 2001 la ciudad de Canosa fue galardonado con la Medalla de Bronce al Valor Civil en la memoria de la tragedia.
El 17 de septiembre de 1962, por decreto del presidente de la República Italiana de la ciudad recibió el título de ciudad por su tradición histórica y los méritos adquiridos por su comunidad.
En 1980 Canosa fue dañado de nuevo por el nell'Irpinia terremoto. Como se ha mencionado muchas veces en el pasado, la ciudad se encontraba en una situación de emergencia, con edificios antiguos e iglesias condenado.
Actualmente Canosa es un centro basado principalmente en la agricultura, pero con una ventaja en el sector servicios (turismo, arqueología, hoteles y  restaurantes) y en la industria (textil, procesamiento de alimentos y fabricación).
Hoy en día pertenece a la provincia de Barletta-Andria-Trani, anteriormente perteneció a la provincia de Bari.

## Demografía
| Gráfica de evolución demográfica de Canosa di Puglia entre 1861 y 2001 |
|                                                                        |
| Fuente ISTAT - elaboración gráfica de Wikipedia                        |

## Monumentos y yacimiento arqueológico de Canosa
Catedral de San Sabino

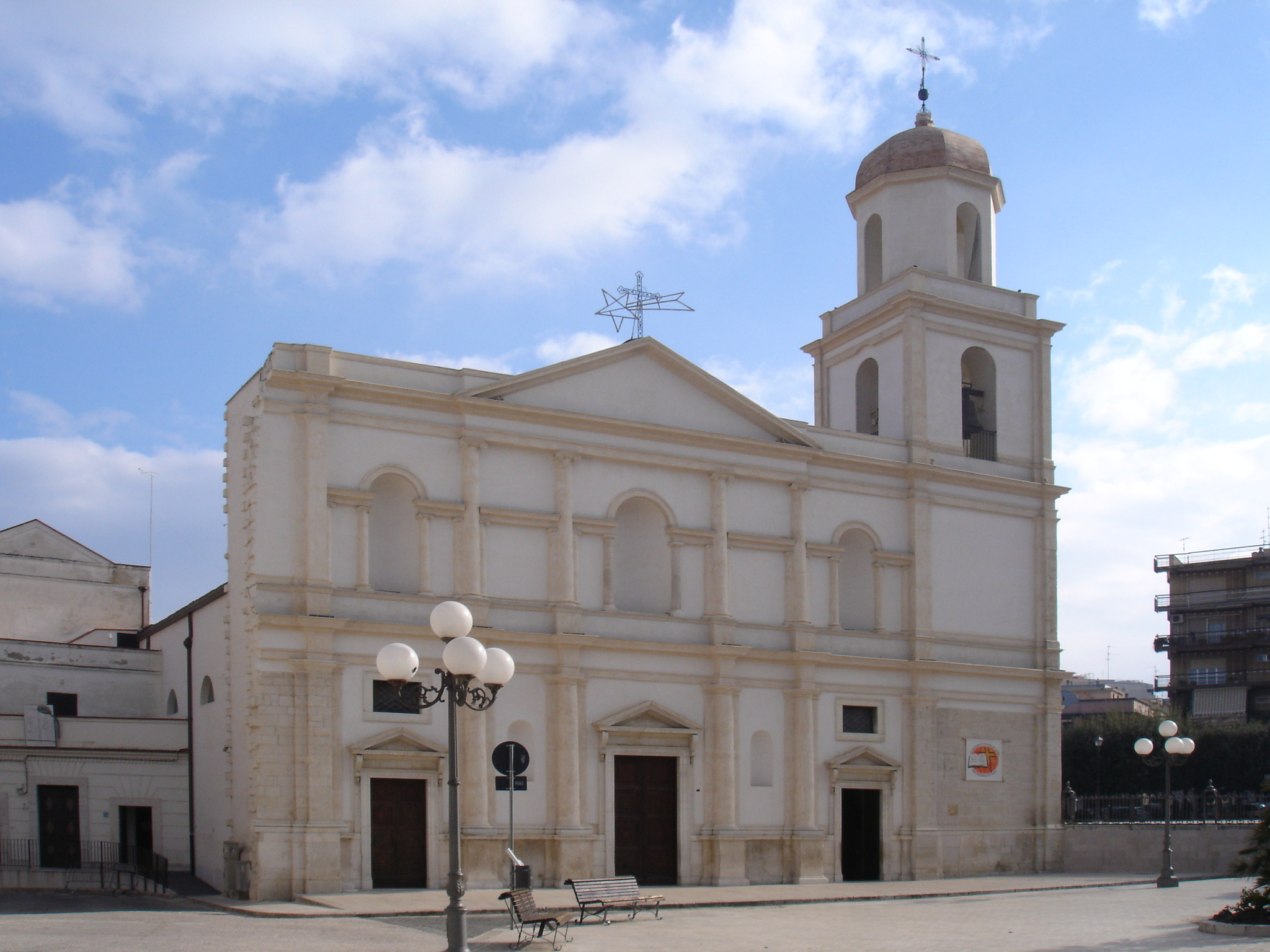
.Catedral de Canosa

La basílica de San Sabino fue construida en años lombardos (siglo  VII-VIII), a través de Duke Arechis II, después del abandono de los sitios de los primeros cristianos en San Leucio y San Pedro. Originalmente dedicada a los Santos Juan y Pablo, fue dedicado a San Sabino 7 de septiembre 1101, por el papa Pascual II, a unos 400 años después de la traducción de las reliquias del santo en la cripta debajo de la media de Mons. Pietro el 1 de agosto de un año desconocido del siglo VIII. Se reconoció como una catedral en 1916 por el Papa Benedicto XV.
Inicialmente, el plan de la basílica fue (y sigue siendo) una cruz latina, cubierta por cinco cúpulas a disposición de vela y un ábside (iluminado por tres ventanas, cuyo centro está cubierta por una pared de cristal que representa al santo patrón), un claro ejemplo del románico bizantina: Debajo de la casa parroquial daba acceso a la Cripta, santuario de la santa. El cinco veces descansan sobre arcos sostenidos por columnas de mármol de los dieciocho total Persichini, el granito y la cebolla: los (seis), con capiteles corintios, los monumentos fueron recuperados por ahora devastada. Desprovisto de frescos y pavimentado con mármol blanco, la catedral se encuentra a tres pies por debajo de la plaza desde la que accede.
Después del terremoto de 1851, la catedral ha sufrido algún daño: las obras de restauración impresionante pasó a un aumento significativo: se larga el "pie" de la cruz latina, reconstruida en frente de toba local (con la construcción de la parte Campanile, en tres niveles con una torre octogonal cubierta por cúpula semiesférica) con tres portales, cada uno correspondiente a los pasillos, a su vez complementada por ocho capillas en la más antigua.
La Catedral, al que se accede después de un corto descenso, se ha expandido en el dintel del símbolo edificio central de Altavilla.
Las capillas que corresponden a la nave lateral derecha, intercomunicadores, se indicará en orden: una pila bautismal, por lo que se refiere a la primera entrada, un altar y un fresco de la Madonna della Fonte (protector de Canosa) cuyo icono se produjo después de la Primera Dauno cruzada en el país en el segundo y las puertas de bronce del Mausoleo de Bohemundo adyacentes, la estatua de madera y una pintura de  San Alfonso María de Ligorio, y la tumba del Beato Padre Antonio María Losito (1838-1917) en el tercero. Un medio crucifijo de madera del siglo XX se anticipa a la entrada de la secuencia de las capillas.
En la nave izquierda, sin embargo, no es la tumba del Obispo de Lecce, Mons. Francesco Minerva (1904-2004) para anticipar las siguientes tres capillas: una que contiene el tesoro, compuesto de las reliquias, cálices, crucifijos, y un busto de plata del santo [25], rodeado por una reja de hierro, y la otra dedicada a San Antonio (pero con la pintura que representa a San Francisco de Asís), la tercera está dedicada a Santa Ana en su lugar. En el brazo izquierdo de una cruz latina, dos capillas: la de las SS. Sacramento (frente a la entrada), que contiene la estatua del Sagrado Corazón y el de San José, en el extremo izquierdo.
El presbiterio tiene el altar mayor con el copón, colocadas sobre una base de mármol, con tres pasos, coronada por un dosel sostenido por cuatro columnas de mármol rojo con capiteles corintios, pirámide octogonal en dos secciones levantó un total de 48 columnas de mármol de la misma, muy similar a la que se encuentra en la Basílica de San Nicola di Bari
El púlpito de mármol imponer también se atribuye a Acceptus (siglo XI), apoyada en cuatro columnas octogonales. En la parte superior del atril es un dell'ambone púlpito hay con el apoyo de un águila, también de mármol.
Cerca del trono del obispo ábside se coloca, el trabajo de Romualdo y, presumiblemente, encargado por el obispo Ursone (entre 1080 y 1089): de inspiración bizantina, la silla está descansando sobre dos elefantes estilizada y la placa base en un bajorrelieve representan dos águilas.
En 2005 puso fin a la larga restauración de la Iglesia, que comenzó en el siglo XX.
Mausoleo de Bohemundo

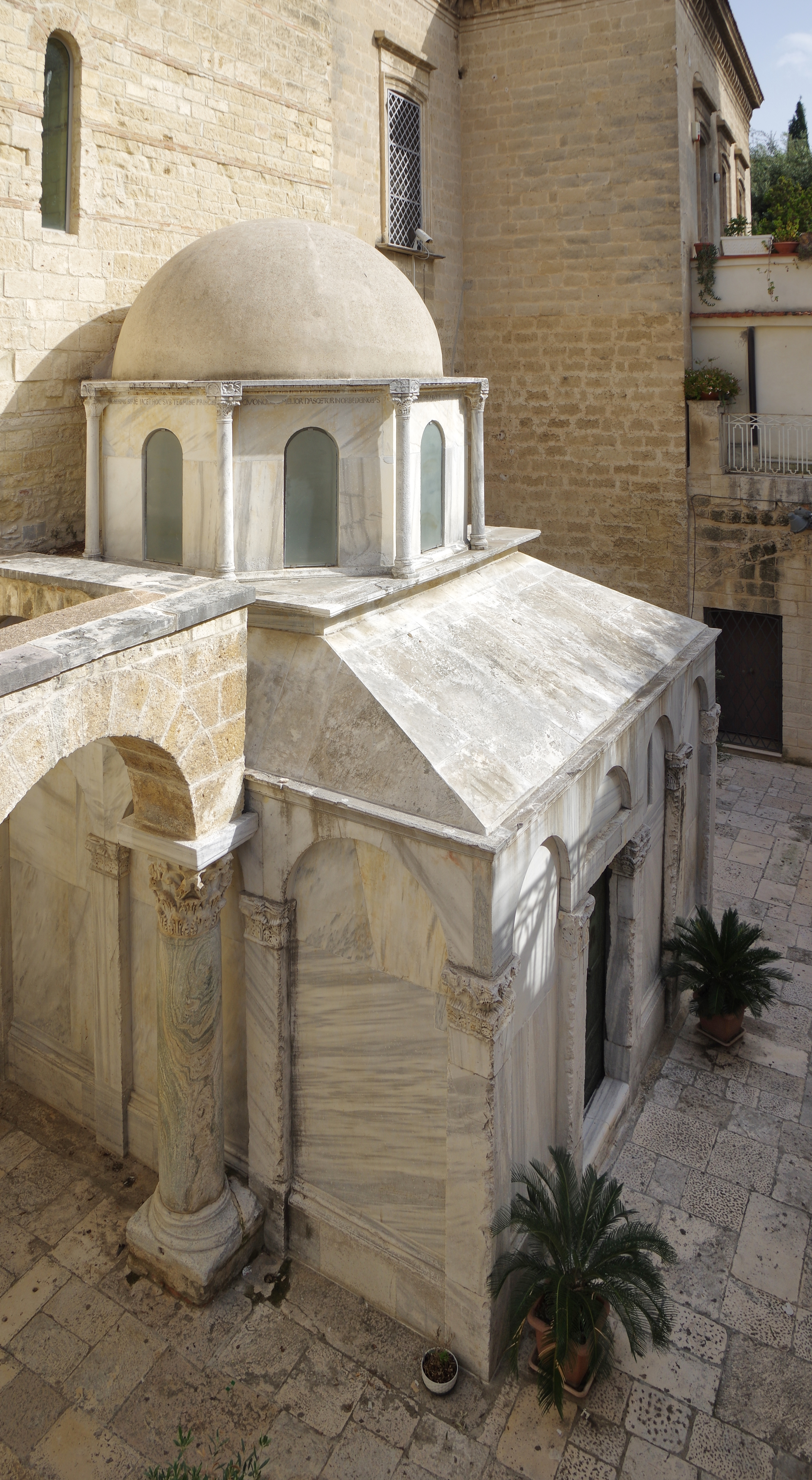
Mausoleo de Bohemundo en Canosa

Accesible desde el crucero derecho de la catedral se encuentra el Mausoleo de Bohemundo de Tarento. Erigida después de 1111, año de la muerte del Príncipe, el pequeño edificio tiene una parte superior cuenta con un tambor poligonal rematada por una cúpula semiesférica, que va a "cubrir" el patio, con un pequeño ábside de la derecha con el apoyo de no imponer arcos. Una puerta de bronce asimétrica doble (que se conserva en la capilla lateral en la contigua Basílica de Nuestra Señora de la Fuente), probablemente construida por Roger de Melfi (siglo XI), fue una entrada a la capilla, sostenido por dos columnas de mármol pentélico. En el interior, además de las columnas, entre ellos uno en el fondo, está la losa de mármol en el suelo con la palabra griega "BOAMVNDVS.
La estructura es visible desde el jardín público superior.
Teatro D'Ambra
teatro histórico de la ciudad es el Teatro D'Ambra, ahora comprado y cambiado el nombre por el Teatro de la Ciudad. El Teatro Teatro D'Ambra ya Lembo, se encuentra en Via Piave, cerca de la Catedral de San Sabino.
Su construcción fue encargada por Raffaele Lembo, un rico comerciante local de trigo en 1923 en la ejecución del proyecto elaborado por el ingeniero y arquitecto Arturo Boccasini, Barletta, quien había diseñado el Teatro Di Lillo Barletta y había trabajado con ' ingeniero Santarelli el diseño del Teatro Margherita di Bari El teatro fue inaugurado a finales de 1926 cuando, empieza a ser escaso recursos económicos, se decidió poner en marcha un negocio sin haber completado parte de la estructura como las decoraciones, adornos y decoraciones.
Adquirido por el Ayuntamiento de Canosa y entregado a la ciudad 5 de febrero 2005, el teatro histórico será totalmente renovado y restaurado para albergar a más, como en el comportamiento anterior de la escena del arte más fino italiana e internacional.
En mayo de 2006, las reformas fueron bloqueadas como consecuencia de un descubrimiento arqueológico excepcional, que fue encontrado en la galería del teatro. Se trata de una intersección compleja de las estructuras imperiales con algunos asignable durante la Época Arcaica (VIII-VII aC).
A finales de 2008, fecha prevista para la finalización de la obra, el teatro será un escenario como pocos en el mundo, junto a representaciones de teatro y música, puedes ver los tesoros arqueológicos que se encuentran.
Desde 1992, Canosa se adhiere al circuito de Pugliese Teatro Público de la planificación, organización y promoción de espectáculos en vivo, teatro interesante, danza, teatro para niños y eventos especiales. En la actualidad, el teatro ofrece el programa de teatro de la PPF es el Escorpión. Además, a través de esta iniciativa, varias compañías de teatro están ejerciendo.
Basílica de san Leucio

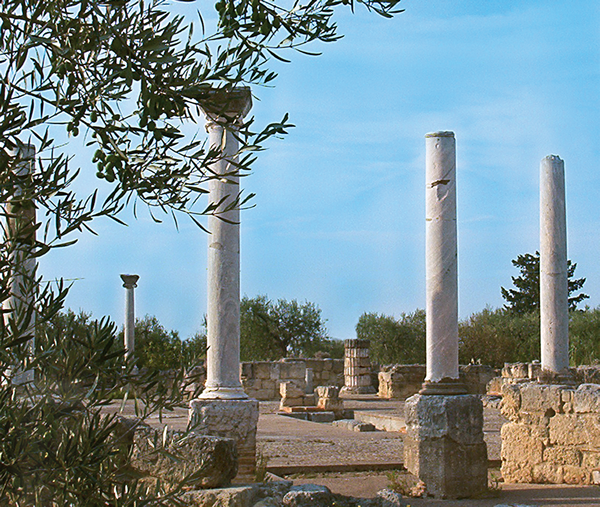
Basílica de San Leucio a Canosa di Puglia

La Basílica de San Leucio es uno de los mejores ejemplos de los primeros cristianos en Apulia. Templo pagano, probablemente dedicado a Minerva, hasta el siglo II d. C., se transformó en una Basílica cristiana entre los siglos IV y V d. C.
La estructura del templo itálico iba a ser una fusión de culturas y la centritalica Magna Grecia: una gran estructura, que consta de una célula dedicada a la adoración situado entre dos grandes salas, con mosaicos policromos, capitales imaginé columnas de toba enlucidas y pintadas dóricas, jónico y esculturas enormes que en la actualidad, no hay rastro.

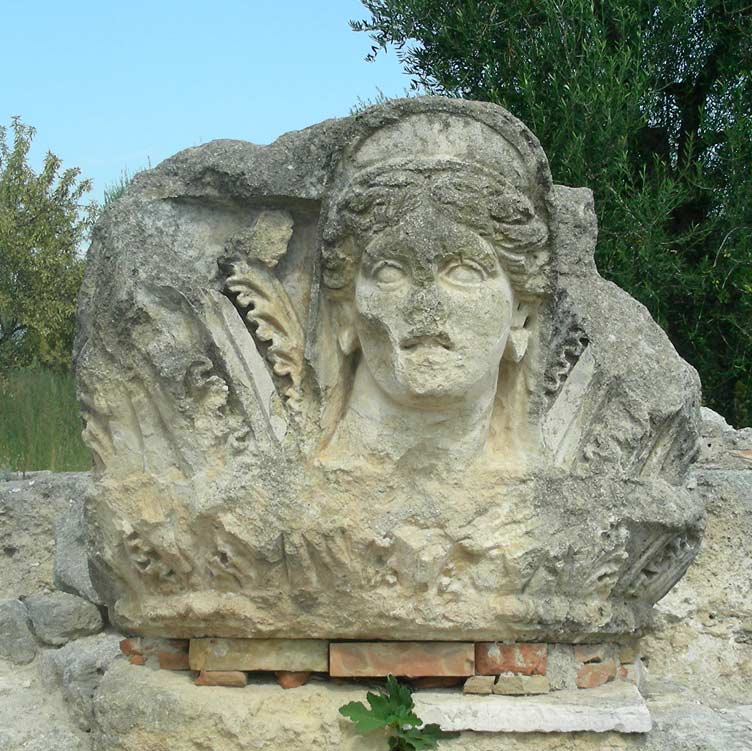
Capital représentant la déesse Minerve a Canosa di Puglia

la Paleocristiana Basílica de San Leucio se implanta en el templo helenístico. Para su construcción se reutilizaron las paredes, columnas y capiteles de la sustancia. La planta se llama la chaqueta se compone de una pared exterior de una forma rectangular (50 m de ancho) con Esedra cada lado en el que hay una segunda concéntricos pilares Esedra. La arquitectura de la basílica es oriental, dando prioridad a las grandes áreas de color. A finales del siglo VII, debido a las lesiones graves que han llevado a cabo trabajos de restauración, la modificación del plan de la basílica, que se ha convertido en una cruz inscrita en un cuadrado.
En el siglo IX se construyó una capilla al lado del ábside ritos funerarios funcional
Basílica de San Pedro
No muy lejos de la primera basílica pagana, cristiana primitiva a continuación, se encuentra la Basílica de San Pedro, la primera catedral cristiana de la ciudad, transformado en una tumba de San Sabino (556), patrón de Canosa. También mostraron mosaico jónico y capiteles dóricos.
El complejo consta de la gran iglesia de tres naves, el ábside y el atrio, San Pedro, precedido por un gran atrio portificato y flanqueado por un edificio de apartamentos y varias otras estructuras en el cementerio de funciones: un mausoleo de lujo, probablemente el sepulchrum el obispo Sabino, un horno para cocer ladrillos grandes y una dedicada de las casas, probablemente utilizada como una Diócesis.
Desde 2001 está en marcha una excavación sistemática de toda la zona por la Universidad de Bari y la Universidad de Foggia.

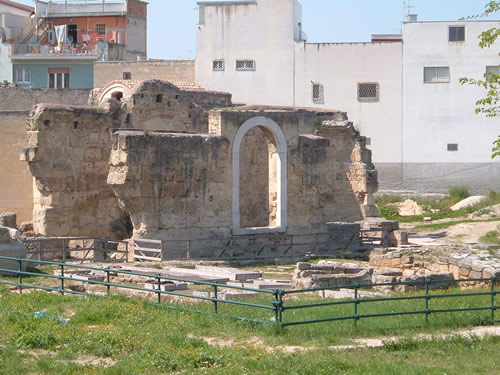
Baptisterio de San Giovanni
En el valle se encuentra el Baptisterio de San Giovanni (siglo  VI-VIII). El cuerpo principal de la forma de doce caras, contiene una pila bautismal heptagonal. Las composiciones fueron principalmente en mármol y toba. El pilar que soporta la bóveda de cañón fue dañado con el tiempo, ya que han perdido los componentes y los mosaicos de oro que cubren la fuente (por lo general elementos bizantinos, un signo de la gran cantidad de personas que conocían a Canosa largo de los siglos). En correspondencia con los puntos cardinales, dejó cuatro dodecágono poco los pasillos, para formar una estructura de cruz griega.
En el transcurso de 1800 se utilizó como una trituradora. Sin embargo, dicho uso no afectó el estado del edificio.
Desde 2001 es objeto de investigación de la Universidad de Foggia.
hipogeos Canosa

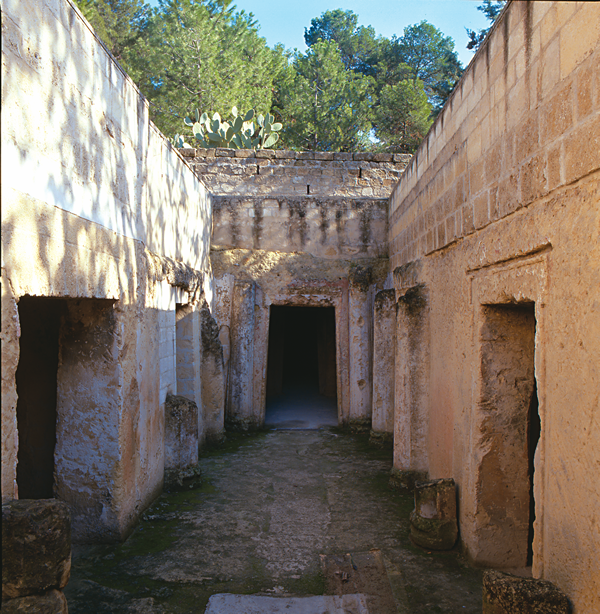
La ipogei Lagrasta

Canosa tiene un verdadero tesoro subterráneo, que consiste en metro (muchos de ellos probablemente todavía oculto). Estos se han utilizado por primera vez por las catacumbas Dauni como paganos, y, dentro de ellos, también se celebran los cultos funerarios, los manifestantes una civilización avanzada para la época mayoría (desde 6000 aC hasta el siglo II d. C.). Los entierros en el metro (con algunas variaciones, desde el estilo de las tumbas en bruto en la cueva) han seguido a la época romana.
Dromos consisten en un controlador a un funeral o más habitaciones, las tumbas que figuran, además de los fallecidos (a menudo se encuentran en posición fetal), incluyendo los objetos personales de este, se encuentran en urnas o colocados en nichos. Con los años, sin embargo, muchos de estos artefactos (incluyendo joyas preciosas en oro y bronce, jarrones de terracota, figuras rojas y Askos) se han perdido (o en manos privadas) se debe también a la labor de los ladrones de tumbas llamada. A menudo, estos sitios son valiosos frescos alegóricos de la aprobación de los fallecidos a la otra vida (por inferos deductivo).
Las tumbas más importantes son las de Cerberus Canosa, Lagrasta y dell'Oplita Boccaforno. Otros elementos recuperados en las tumbas están en exhibición en el palacio local Sinesi y el Museo.
La bendición de países muestran Apulia a la arqueología: no muy lejos de la ciudad se encuentra en las profundidades de un suelo arcilloso, la necrópolis de Santa Sofía, en tiempos más recientes (en torno al siglo IV d. C., el período de los primeros cristianos), prorrogada y diferentes otras tumbas (que data de la época de la persecución cristiana), descubierto alrededor de 1960 y actualmente está siendo restaurado.
Basílica de Santa María
Recientemente, en el Baptisterio, se encontraron dos niveles diferentes de la Basílica de Santa María, una iglesia cristiana primitiva de todo el Sur.
Templo de Tauro Júpiter
Templo romano de Júpiter es de Toro: períptero con seis columnas en el lado corto y diez en el lado largo, precedida por una escalinata en el podio, toma su nombre de una estatua de Zeus en el sitio durante las excavaciones completado en 1978. No estaba muy lejos de las antiguas termas, cerca del centro de la ciudad.
Otros sitios
Puente Romano Ofanto

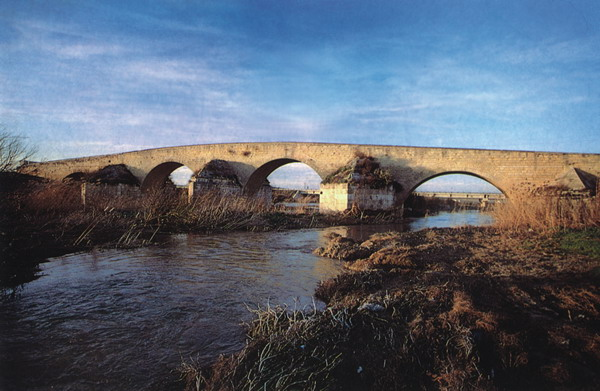
Puente romano de Canosa

Otros monumentos son el puente romano está Ofanto (siglo I d. C.), lo que permitió el paso de la Vía Trajana de un lado del río (y se ha utilizado para el tráfico por carretera hasta los años setenta), reconstruida ex- novo en la Edad Media y restaurado de nuevo en 1759. La base se compone de cuatro pilares en forma de punta de lanza de cinco arcos y desigual.
Notables son también la Torre Casieri Mausoleos y Bagnoli y Barbarroja, y el Arco de Cayo Terencio Varrón o Arco Traiano, monumentos latericium opus reticulatum y obra dedicada a la aprobación de la Cónsul romano en la batalla de Cannas. Los tres primeros lugares de los restos de algunos de los que cayeron en la batalla.
Incluso en el campo de batalla es una ruinas púnico romana de una casa en el centro de la ciudad, probablemente el hogar de la matrona Busa, una noble Canosa, quien fue el anfitrión a los combatientes. Desde el año 2000, otros puntos de vista de la antigua civitas romana se han encontrado cerca de los edificios en construcción.
Por último, los baños romanos (Ferrara y Lomuscio) situado en el centro, salió a la luz en los años cincuenta. Están siendo recuperados por el Superintendente. apsidal habitaciones tienen incrustaciones de mosaicos.